# Порту-да-Фолья
Порту-да-Фолья (порт. Porto da Folha)  —  муниципалитет в Бразилии, входит в штат Сержипи. Составная часть мезорегиона Сертан штата Сержипи. Входит в экономико-статистический  микрорегион Сержипана-ду-Сертан-ду-Сан-Франсиску. Население составляет 27 281 человек на 2006 год. Занимает площадь 895,1 км². Плотность населения — 30,48 чел./км².

## История
Город основан в 1835 году.

## Статистика
- Валовой внутренний продукт на 2004 составляет 69.380.286,00 реалов (данные: Бразильский институт географии и статистики).
- Валовой внутренний продукт на душу населения на 2004 составляет 2.590,07 реалов (данные: Бразильский институт географии и статистики).
- Индекс развития человеческого потенциала на 2000 составляет 0,556 (данные: Программа развития ООН).